# C. Vivian Stringer
Charlaine Vivian Stringer, meglio nota come C. Vivian Stringer (Edenborn, 16 marzo 1948), è un'allenatrice di pallacanestro statunitense.
È membro del Naismith Memorial Basketball Hall of Fame dal 2009 e del Women's Basketball Hall of Fame dal 2001. Ha vinto il premio Naismith College Coach of the Year nel 1993.

## Carriera
Ha guidato gli Stati Uniti ai Campionati americani del 1989 e ai Giochi panamericani de L'Avana 1991.